# Emil zu Dohna-Schlodien
Friedrich Wilhelm Emil Graf zu Dohna-Schlodien (* 2. November 1805 in Mallmitz; † 18. November 1877 in Berlin) war ein preußischer Generalleutnant.

## Leben

### Herkunft
Emil war ein Sohn des Grafen Fabian zu Dohna (1777–1839) und dessen zweiter Ehefrau Amalie, geborene Gräfin von Reichenbach-Goschütz (1784–1849). Sein Halbbruder Fabian (1802–1871) wurde Landrat des Kreises Sagan, sein Bruder Alfred (1809–1859) war Politiker und Mitglied des preußischen Herrenhauses.

### Militärkarriere
Dohna absolvierte das Gymnasium zum Grauen Kloster und besuchte anschließend das Berliner Kadettenhaus. Am 8. April 1824 wurde er als Sekondeleutnant dem Regiment der Gardes du Corps der Preußischen Armee aggregiert und Mitte Februar 1826 einrangiert. Bis Ende April 1842 avancierte Dohna zum Rittmeister und Kommandeur der Leibeskadron. Daran schlossen sich Verwendungen als Chef der 4. Kompanie und der 2. Eskadron an. Am 15. April 1852 zum Major befördert, wurde er am 3. Februar 1855 als Militärischer Begleiter des Prinzen Albrecht von Preußen abkommandiert. Am 6. Dezember 1855 erfolgte seine Ernennung zum Kommandeur des 10. Husaren-Regiments sowie Mitte Oktober 1856 die Beförderung zum Oberstleutnant. Dohna erhielt am 4. April 1857 das Kommando über das 2. Garde-Ulanen-Regiment, stieg in dieser Eigenschaft Ende Mai 1857 zum Oberst auf und wurde am 14. Juni 1858 unter Stellung à la suite der Regiments Kommandeur der 1. Kavallerie-Brigade in Königsberg. Am 14. Juni 1861 wurde Dohna mit dem Roten Adlerorden II. Klasse mit Eichenlaub ausgezeichnet und am 17. März 1863 zum Generalmajor befördert. Im Vorfeld des Deutschen Krieges wurde er am 20. Mai 1866 Kommandeur der kombinierten Landwehr-Kavallerie-Division des I. Reserve-Armee-Korps, die er im anschließend Feldzug führte. Am 17. September 1866 wurde Dohna zu den Offizieren von der Armee versetzt, am 20. September 1866 zum Generalleutnant befördert und schließlich am 11. April 1867 mit Pension zur Disposition gestellt.
Er starb am 18. November 1877 in Berlin.
In seiner Beurteilung schrieb sein Kommandeur 1847: „Betreibt den Dienst mit Umsicht und Lebendigkeit und hat diesen Sommer wie auch beim Herbstmanöver mit Sicherheit die Leibeskadron geführt. Diese ist in musterhafter Ordnung. Ist ganz vorbereitet zum Eskadronchef.“

### Familie
Er heiratete am 6. Juni 1835 Marianne Gräfin zu Dohna-Schlobitten (1812–1895). Das Paar hatte mehrere Kinder:
- Amélie Marianne Sophie (1837–1906) ⚭ 1868 Fürst Richard zu Dohna-Schlobitten (1843–1916)
- Marie Angelica Friederike (1838–1899) ⚭ 1866 Georg Graf von der Decken (1836–1898), Mitglied des Deutschen Reichstags
- Stanislaus Fabian Wilhelm (1840–1914)
- Achatius Emil (1844–1870), gefallen bei St. Privat
- Christoph Alexander (1851–1916)